# ボタニカル・フォト
ボタニカル・フォトとは、デジタル写真技法を駆使して制作されるボタニカルアートのこと。植物写真家・宮誠而が2003年に考案した。

## 当初の目的
もともと西洋の植物図鑑はボタニカルアートで表現されてきた。現在の植物図鑑は写真で植物の解説等をしているが、植物の分類は花だけではなく、葉、根、種子等を比較して同定される。そのため、ボタニカルアートは、一枚で多くの画像を表現可能で、植物図鑑として適した方法であった。写真技法でボタニカルアートを制作できれば、より正確な植物の表現が可能になると考えられ、その表現技法の開発を目的とした。開発された技法は、考案された2003年に「ボタニカル・フォト」と命名された。
　この技法で完成した作品は、2004年から、福井総合植物園「プラントピア」で毎年開催される展示会で発表されてきた。特に2005年の東京上野・国立科学博物館での展示会は注目された。

### アート的表現の模索へ
2011年、宮　誠而写真全集第6巻「ボタニカルフォト植物図鑑」が完成し、一応の目的が達成されたのを機会に、それまで暖めていた「アート的表現」に挑戦することとなる。
　ボタニカル・フォトによるボタニカルアート的表現は、主に背景が無地、陰影をなるべく弱くして、植物の構造のリアルな表現にこだわった。これに対して、アート的表現は、背景があり、陰影を濃くし、立体感、花の咲く印象、人との関わりによって感じられる情感の表現を目指した
。しかし、ボタニカル・フォトの特徴である、植物のリアルな表現にはこだわっている。
　このような意思をもって制作された作品は、2012年からプラントピアでの展示会で発表され、2014年から、植物専門雑誌「趣味の山野草」(栃の葉書房)で連載される。